# Zaščitna industrijska čelada
Zaščitna industrijska čelada je čelada za zaščito glave v industrijskih okoljih. Uporablja se v večini razvitih industrializiranih držav, z urejeno zakonodajo in predpisi s področja zaščite in varstva pri delu, kot pripomoček za varnost na gradbiščih, deloviščih ali drugih nevarnih delovnih mestih. Zaščitna čelada spada med osebno varovalno opremo (OVO). Uporabo OVO določajo predpisi (ocena tveganja delovnega mesta). Standardi podajajo zahteve glede kvalitete materialov in njihove uporabe,
proizvajalci OVO so dolžni izdati izjave o skladnosti določene opreme z standardi.
Proizvajalci so razvili industrijske zaščitne čelade glede na panoge in potrebe ter delovne pogoje le teh:
- gozdarstvo (zračnost)
- gradbeništvo
- petrokemija (kemična odpornost)
- energetika (visoka in nizka napetost)
- jeklarska industrija (visoke temperature)
- minerstvo (antistatika)
- posebne zahteve (npr. luminiscenca)

## Standardi
- EN 397 - Industrijske zaščitne čelade
- EN 12492 - Alpinistična oprema - Alpinistične čelade (varnostne zahteve in preskusne metode)
- EN 1127-1 - Eksplozivne atmosfere - Preprečevanje eksplozije in zaščita
- EN 50365 - Elektroizolacijske čelade za delo na nizkonapetostnih instalacijah
- EN 812 - Lahke industrijske čelade za varovanje pred udarci
- EN 1731:1997 - Osebna varovalna oprema za varovanje oči - Mrežni ščitniki za oči in obraz

## Opis
Lupina industrijske zaščitne čelade je običajno narejena iz trdih plastičnih materialov (termoplasti in duroplasti). Kovine, predvsem aluminij, ki so bile uporabljene v preteklosti, se le redko uporablja. Termoplasti se razmeroma hitro starajo, zaradi tega je potrebno čelado prej izločiti iz uporabe, odvisno od vrste uporabe v delovnem okolju (krhkosti lupine), čas uporabe predpiše proizvajalec, delodajalec pa je dolžan voditi evidenco OVO. Duroplasti so dosti boljši materiali (daljša življenjska doba, temperaturna stabilnost in odpornost). Zelo dobra je lupina iz poliesterskih steklenih vlaken. Glede na vlogo ima lupina lahko različne oblike, na primer širok rob, dežni žleb, zračnike ali žepe. Pri padcu delujejo na lupino največje sile. V notranjosti čelade je vstavljena posebno oblikovana košarica, s pomočjo katere dosežemo, da se zaščitna čelada optimalno oprime glave, ter služi kot blažilec, pri udarcu pa prevzame del sile, ki deluje na lupino.

## Dodatki
Zaščitne čelade so narejene tako, da omogočajo vgradnjo veliko dodatne opreme, ki služi večji varnosti in zdravju pri delu. To so razni vizirji za zaščito oči in obraza, zaščita vratu, ogledala, glušniki za zaščito sluha, nosilci za naglavne svetilke, integrirane radijske zveze za interno komunikacijo med uporabniki itd. Pri vsem tem pa je potrebno paziti na težo čelade.

## Delovni pogoji
- Uporaba industrijska (delovna) zaščitna čelada:
- Uporaba pri zelo nizkih temperaturah do -30 °C
- Uporaba pri zelo visoki temperaturi, +150 °C
- Izpostavljenost kratkoročno pri naključnem stiku AC napetosti do 440 V.
- Izpostavljenost brizgom staljene kovine